# 私オム
私オム（わたしおむ、1989年5月10日 - ）は、大阪府出身の日本の劇作家、演出家。

## 略歴
2011年、「劇団居酒屋ベースボール」に加入。当初は俳優 本川迅として活動。
2015年、『チェス盤の馬』にて舞台演出デビュー。以降、2018年に劇団が解散するまで劇団公演やプロデュース公演の演出を担う。
2016年、『されど、』の総合演出を担当。
2018年、舞台『漫画みたいにいかない。』に演出助手として参加。株式会社T・ZONEに所属。自身のプロデュース団体 オムイズム を立ち上げ、初脚本作品『ファミレス』を上演。
2020年、配信ドラマ『粛々と』にて初映像作品。
2021年、宮下貴浩×私オムプロデュース『あれから』にてデビュー10周年記念公演を上演。
2022年、一騎討ちProject『忘華〜ボケ〜』脚本・演出。
2023年、株式会社T・ZONEを退所。株式会社ルビーパレードに所属 。
『演劇ドラフトグランプリ2023』グランプリ獲得。
2024年、幻冬舎plusにてエッセイ「私は演劇に沼っている」連載開始。

## 人物
大阪府立八尾翠翔高等学校を途中退学し、単身沖縄県小浜島の島料理屋にて住み込みで働いていた。その後、17歳の時にインドへ行き放浪。帰国後、実の兄が営む電気工事業を手伝う。退職後、アメリカへ渡り、皿洗いの仕事をしながら数ヶ月アメリカでの生活を経験。帰国後、21歳で上京。趣味はギター、音楽鑑賞。喫煙者。

## 作品

### 劇団居酒屋ベースボール所属時代
- 『されど、』（2016年8月）総合演出[5]
- コウの花嫁（2016年10月）演出[10]
- Heal your shoes（2017年4月）演出[11][注 1]
- 黒い羊の仮説（2017年7月）演出[12]
- スタディー・イン・ニュージーランド（2017年9月）演出協力[13]
- フクロウガスム（2017年9月、作：えのもとぐりむ）演出[14]
- 東京のぺいん（2017年12月）出演 [15]

### オムイズム作品
- ファミレス（2018年9月）脚本・演出[6]
- 園園～そのその～（2019年1月）脚本・演出[16]
- 死ねない無人駅（2019年12月）脚本・演出[17]
- 会えない無人駅（2020年12月）脚本・演出[18]
- シャットアウト、トイレット（2021年3月）脚本・演出[19]
- バスタ新宿発青森行き夜行バスは殺人ばかり（2021年5月）脚本・演出[20]※コロナ流行の影響を受け全公演中止
- 探求（2022年6月）脚本・演出[21]

### 宮下貴浩×私オムプロデュース作品
- 蛇の亜種（2018年6月、脚本：えのもとぐりむ）演出[22]
- お部屋のお話（2019年5月）脚本・演出[23]
- ぶきような嘘（2020年12月）脚本・演出[24]
- あれから（2021年10月）脚本・演出
- 極端な人たち（2022年10月）脚本・演出[25]
- わかば自動車教習所で恋を学ぶ（2023年3月）脚本・演出[26]
- 愚れノ群れ（2024年6月）脚本・演出
- 月農（2024年10月）脚本・演出
- 霧（2025年6月）脚本・演出[27]

### 外部作品
- ぬけがら（2019年3月）演出[28]
- 古~inishie~（2019年7月）演出[29]
- フィクションとノンフィクションのあいだ（仮）（2019年9月）脚本[30]
- 一人芝居（2019年4月）演出[31]
- それぞれの為（2020年10月）脚本・演出[32]
- 怪盗探偵山猫 the Stage（2021年1月）脚本・演出[33]
- 五月雨（2021年4月）脚本・演出[34]
- 優、ちょっと（2021年7月）脚本・演出[35]
- Paradox Live on Stage（2021年6月、脚本：伊神貴世）脚色・演出[36]
- 怪盗探偵山猫 the Stage〜船上の狂想曲〜（2022年1月、原作・脚本：神永学）演出[37]
- いわかける！（2022年2月、脚本・総合演出：松多壱岱）演出[38]
- 一騎討ちProject
  - 忘華〜ボケ〜（2022年9月）脚本・演出[8]
  - 蝉灯す（2023年8月）脚本・演出[39]
- 二重奏（2022年4月）演出[40]
- ミュージカル『ウインドボーイズ！』（2022年12月）演出[41]
- アクション朗読劇『怪盗探偵山猫 〜黒羊の挽歌〜』（2023年1月、原作：神永学）脚本・演出[42]
- Paradox Live on Stage2（2023年3月、脚本：伊神貴世）脚色・演出[43]
- モグリ～潜水艦でGO～（2023年5月）演出[44]
- ミュージカル『伝説のリトルバスケットボール団』（2023年7月、プレビュー公演）日本語上演台本・訳詞 [45]
- 回路（2023年10月）脚本・演出[46]
- 演劇ドラフトグランプリ2023（2023年12月）演出[47]
- 舞台「スパイ教室」（2024年1月、原作：竹町）脚本[48]
- それぞれの為（2024年2月）脚本・演出
- 舞台「PSYCHO-PASS サイコパス Virtue Vice3」（2024年3月）脚本協力
- 朗読劇「探偵ガリレオ」（2024年5月）脚本・演出
- 舞台「夏霞」（2024年7月）脚本
- 舞台「生き逃げ」（2024年8月）脚本・演出
- 舞台「あれから」（2024年9月）脚本・演出
- 演劇ドラフトグランプリTHE FINAL（2024年12月）演出

### ネット配信
- 粛々と（2020年5月、Vimeo〈配信ドラマ全10話〉）脚本・監督[49][50]

### イベント構成・演出
- Paradox Live on Stage THE LIVE 
  - 〜BAE×The Cat's Whiskers～（2022年4月）脚色・演出[51]
  - ～comes×悪漢奴等（あかんやつら）～（2022年7月）脚本・演出[52]
- 高崎翔太バースデーイベント（2022年9月）構成・MC[53]
- トキエンタテインメントSUPER EVENT〜Thanks and Evolution〜（2023年8月）ミュージカル演出

### テレビドラマ
- 0.5D（2024年）脚本

### 映画
- 追想ジャーニー リエナクト（2024）脚本

### 連載
- エッセイ「私は演劇に沼っている」幻冬舎plus（2024年4月より連載開始）